# Natália Correia

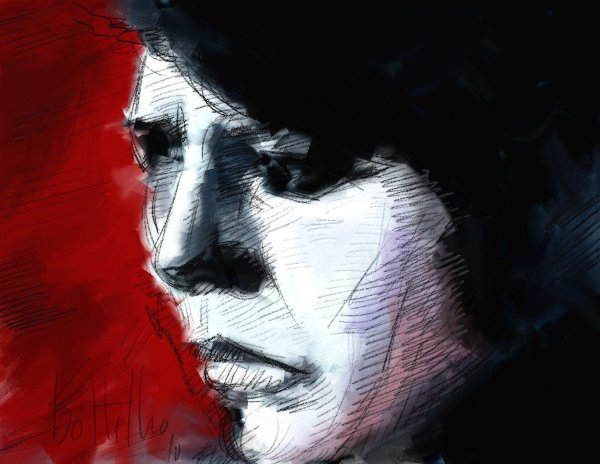
Natália Correia retratada por Bottelho.

Natália de Oliveira Correia (Fajã de Baixo, Isla de San Miguel, Azores, 13 de septiembre de 1923 - Lisboa, 16 de marzo de 1993) fue una poetisa, novelista, intelectual, ensayista y política portuguesa.

## Biografía
Realizó sus estudios secundarios en Lisboa, colaboró en diversas publicaciones periodísticas y fue diputada del Partido Social Demócrata Portugués. Fue una de las activistas más importantes en la lucha contra el fascismo en su país y una gran defensora de la cultura, los derechos humanos y los derechos de la mujer. Su obra fue censurada durante la dictadura de Salazar. Se le considera una de las figuras más importantes de la literatura portuguesa del siglo XX. 
Siempre se mostró marcada profundamente por la naturaleza de su isla natal, tanto en sus afinidades literarias —Antero de Quental, Vitorino Nemésio—, como en la elección de los temas, imágenes y símbolos. La influyeron mucho el surrealismo, la lírica galaicoportuguesa y el misticismo. Su obra abarca un amplio espectro que va desde el lirismo romántico hasta la sátira. Cultivó géneros muy diversos: la poesía, la ficción, el ensayo, el teatro, la antología, etc.

## Reconocimientos
En 1990, recibió el Gran Premio de Poesía de Portugal. En 2023, con motivo del centenario de su nacimiento, el ayuntamiento de Ponta Delgada instituyó el Premio Literario Natália Correia para reconocer obras poéticas en lengua portuguesa.

## Obras

### Poesía
- Rio de Nuvens (1947)
- Poemas (1955)
- Dimensão Encontrada (1957)
- Passaporte (1958)
- Comunicação (1959)
- Cântico do País Imerso (1961)
- O Vinho e a Lira (1966)
- Mátria (1968)
- As Maçãs de Orestes (1970)
- Mosca Iluminada (1972)
- O Anjo do Ocidente à Entrada do Ferro (1973)
- Poemas a Rebate (1975)
- Epístola aos Iamitas (1976)
- O Dilúvio e a Pomba (1979)
- Sonetos Românticos (1990)
- O Armistício (1985)
- O Sol das Noites e o Luar nos Dias (1993)
- Memória da Sombra (1994)

### Ficción
- Grandes Aventuras de um Pequeno Herói, (relato infantil) (1945)
- Anoiteceu no Bairro (1946)
- A Madona (1968)
- A Ilha de Circe (1983)
- Onde está o Menino Jesus?, (cuentos) (1986)
- As Núpcias (1992)

### Teatro
- Sucubina ou a Teoria do Chapéu, con Manuel de Lima (1952)
- O Progresso de Édipo (1957)
- O Homúnculo (1965)
- O Encoberto (1969)
- Dom Garcia (1971)
- Erros meus, má fortuna, amor ardente (1981)
- A Pécora (1983)
- D. João e Julieta (1999)

### Ensayo
- Descobri que era Europeia (1951)
- Poesia de Arte e Realismo Poético  (1958)
- A questão académica de 1907 (1962)
- Antologia da Poesia Erótica e Satírica (1966)
- Cantares Galego-Portugueses (1970)
- Trovas de D. Dinis (1970)
- A Mulher (1973)
- O Surrealismo na Poesia Portuguesa (1973)
- Não Percas a Rosa (1978)
- Antologia da Poesia Portuguesa no Período Barroco (1982)
- A Ilha de Sam Nunca (1982)
- Somos todos hispanos (1988)
- A Ibericidade na Dramaturgia Portuguesa (2000)
- Breve História da Mulher e outros escritos (2003)
- A Estrela de Cada Um (2004)